# RealD Cinema

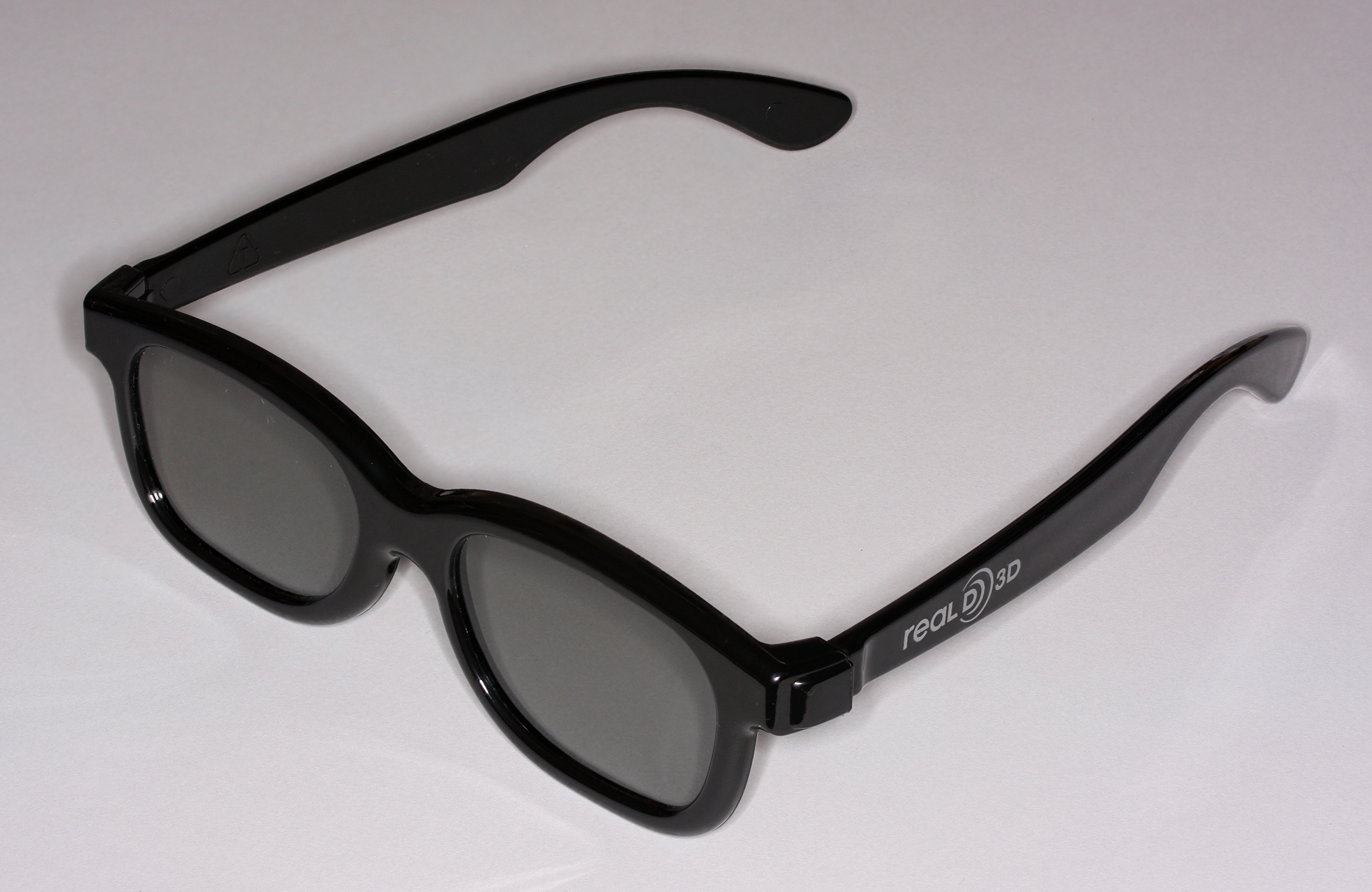
Occhiali per sistema RealD

RealD Cinema è una tecnologia di proiezione stereoscopica tridimensionale sviluppata da RealD 3D e affermatasi come standard a livello mondiale per il cinema tridimensionale. Al contrario delle precedenti tecnologie per la proiezione stereoscopica, necessita di un solo proiettore digitale. Allo spettatore è richiesto di indossare un paio di occhiali con lenti a polarizzazione circolare.
Il primo film distribuito nel formato RealD Cinema fu Chicken Little - Amici per le penne nel 2005. All'epoca i cinema attrezzati per RealD erano solo un centinaio, negli Stati Uniti. Attualmente la RealD 3D dichiara di aver raggiunto il numero di 1200 sale RealD in tutto il mondo.

## Principi di funzionamento

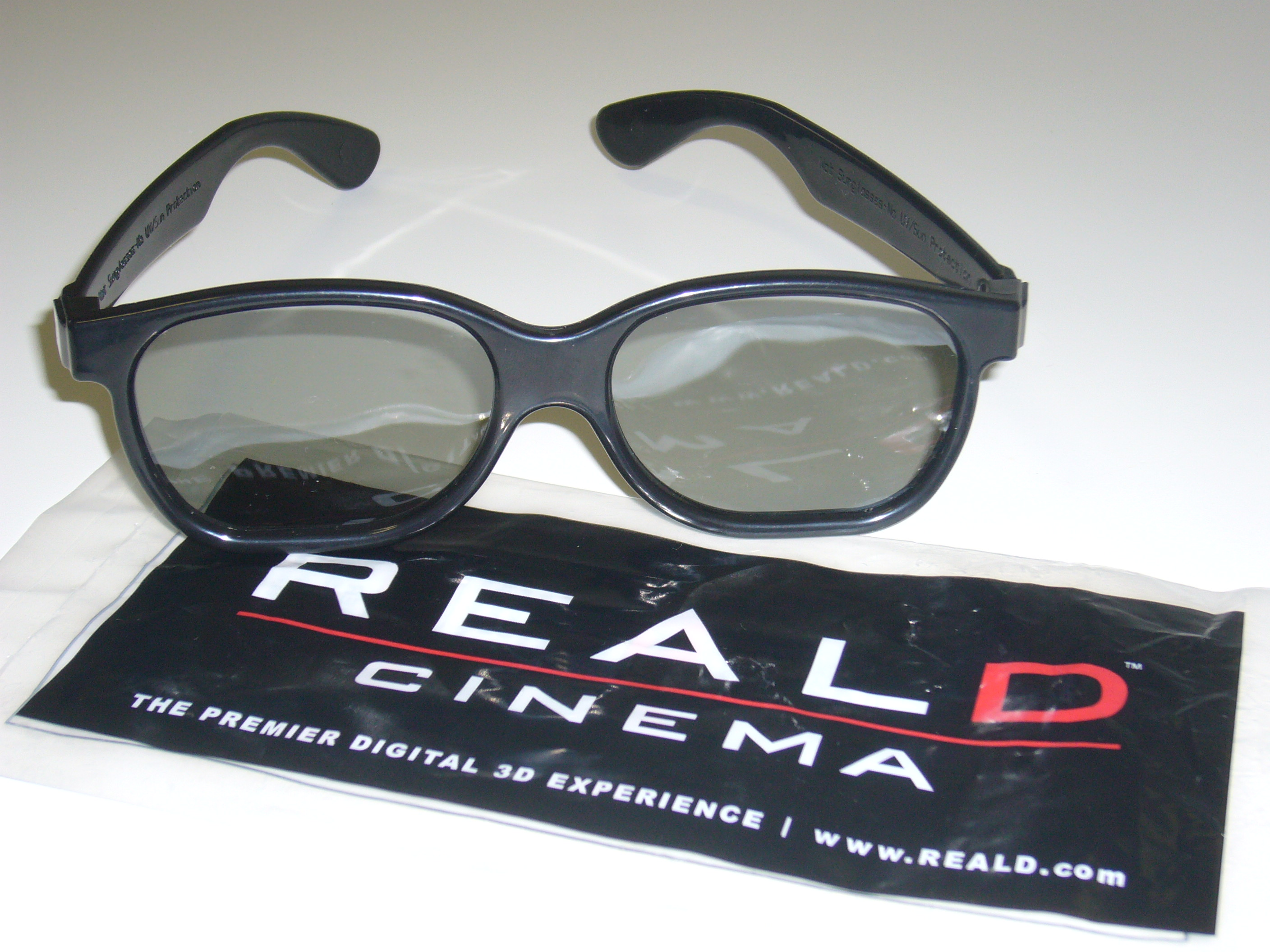
Occhiali a polarizzazione circolare Real 3D

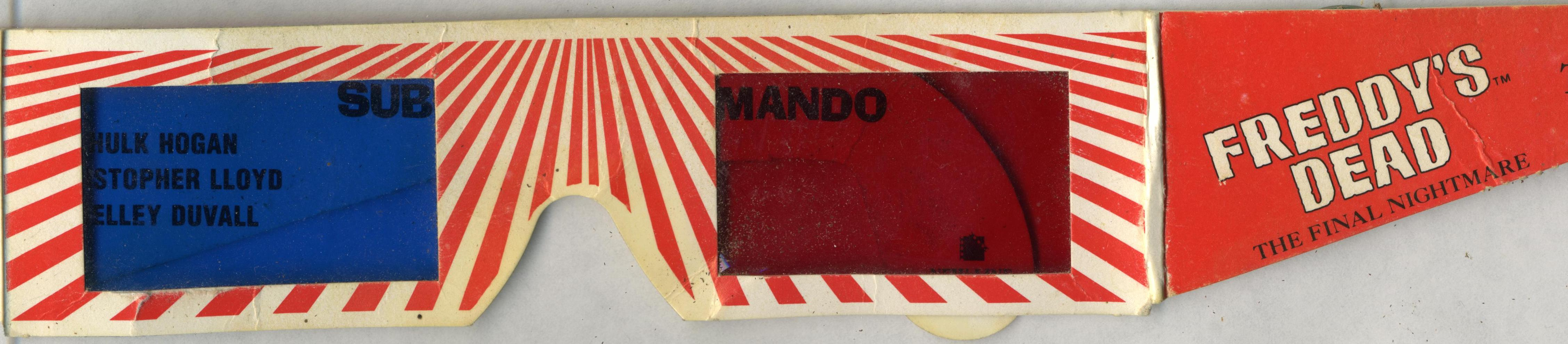
Occhiali per la visione del film Nightmare VI: La fine con tecnica anaglifica

Come per tutti gli altri sistemi di ripresa stereoscopica, anche il sistema RealD prevede, in sede di ripresa, l'impiego di speciali telecamere a doppio obiettivo, così da ottenere la ripresa simultanea della stessa scena da due prospettive leggermente differenti.
La sequenza di immagini così ottenuta, presenta alternativamente un fotogramma destinato all'occhio sinistro (Fsx) ed uno destinato all'occhio destro (Fdx). Ma ad occhio nudo non è possibile discriminare le due immagini cosicché l'immagine venga percepita in 3 dimensioni: gli occhi percepiranno contemporaneamente entrambi i canali cosicché il cervello elaborerà un'unica immagine piatta e sdoppiata.
Le due immagini vengono perciò discriminate sfruttando il fenomeno della polarizzazione. La polarizzazione è un fenomeno comune in natura ed è anche causa di rifrazioni fastidiose percepite dell'occhio umano. Avviene quando la luce incontra una superficie riflettente che ne devia l'asse di propagazione (ad esempio, da verticale a orizzontale). Il filtro polarizzatore filtra determinate emissioni luminose; le lenti degli occhiali da sole, ad esempio, le filtrano tutte ad esclusione di quelle sull'asse verticale.
Al momento della proiezione delle immagini un filtro polarizzatore a cristalli liquidi, che sfrutta il sistema della polarizzazione circolare, posto di fronte alla lente del proiettore, devia, alternativamente, la luce dei fotogrammi su due angolazioni diverse (chiamate indicativamente A e B), una per il canale sinistro Fsx e l'altra per il canale destro Fdx. Lo spettatore indossa un paio di occhiali aventi i medesimi filtri a polarizzazione circolare: la lente sinistra dell'occhiale lascerà passare la luce emessa ad angolazione A filtrando invece B (lasciando passare dunque solamente i fotogrammi Fsx), mentre la destra farà esattamente l'opposto.
Le fonti video dei film in RealD contengono due flussi indipendenti a 24 fps per occhio destro e sinistro, per un totale di 48 fps. Tramite due collegamenti A e B HD-SDI, le immagini giungono al proiettore e vengono proiettate ad una cadenza di 144 fps, mostrando lo stesso fotogramma 3 volte di seguito alternandola per ogni occhio (6 scatti in totale) al fine di ridurre lo sfarfallio..
Alternativamente con i proiettori 4K di Sony non è necessario usare il triplo flash e le immagini si formano sul pannello del proiettore contemporaneamente, 2K per occhio su 4K disponibili, poi vengono inviate a una speciale lente con doppia uscita e polarizzatori passivi, quindi molto meno "faticoso" da vedere.
In questo modo ogni occhio percepisce la medesima scena in due prospettive distinte nello stesso istante, generando una visuale stereoscopica.

### Z screen
Per la proiezione il sistema utilizza un particolare tipo di filtro polarizzatore denominato Z screen, in alternativa altri sistemi usano filtri fissi (Sony)
perché non necessitano di triplo flash e sono quindi molto più riposanti.

### Vantaggi rispetto alle tecnologie stereoscopiche precedenti
Questo sistema presenta i seguenti vantaggi:
- Un solo proiettore digitale che proietta alternativamente i fotogrammi "per l'occhio destro" e "per il sinistro". In precedenza si usavano due proiettori, uno per ognuna delle due viste stereoscopiche, sui quali erano montate lenti polarizzate (orizzontale e verticale) ed era necessario indossare occhialini polarizzati anch'essi allo stesso modo, questo è un vantaggio che però provoca la necessità di triplo flash, il che causa fatica di visione, un proiettore 4K con lente speciale (Sony+RealD) non sfarfalla.
- Maggiore filtraggio delle lenti, rispetto al filtraggio dei colori di alcune precedenti tecnologie. Un occhio non vede ciò che vede l'altro occhio, e viceversa.

Purtroppo per mantenere la polarizzazione coerente è necessario montare uno schermo argentato in sala, piuttosto costoso e difficile da ottenere per grandi dimensioni.

### Tecnologie proprietarie
Oltre al sistema Real-D, le case cinematografiche stanno producendo film per la proiezione stereoscopica tridimensionale, sviluppando nuove tecnologie proprietarie, tra le altre:
- Disney Digital 3-D, di Walt Disney Pictures
- Ultimate 3-D, di Dreamworks Animation